# Wilhelm Reuss (Jurist)
Wilhelm Reuss (auch Friedrich Wilhelm Reuß; * 25. Oktober 1897 in Gotha; † 14. Februar 1979) war ein deutscher Jurist. Er war Bürgermeister der Gemeinde Gräfenthal in Thüringen und später Staatssekretär im Hessischen Wirtschaftsministerium.

## Leben
Wilhelm Reuss war nach Abschluss des Gymnasiums und Einsatz im Ersten Weltkrieg bis 1931 als Bürgermeister der SPD in Gräfenthal tätig. Er studierte Rechtswissenschaften an der Berliner Universität, wo er im Jahr 1935 als Fakultätsassistent angestellt wurde und 1936 promovierte. Von 1934 bis 1945 gehörte er der Abteilung X für Sozialwirtschaft der Reichsgruppe Industrie an. Nach Ende des Zweiten Weltkrieges wurde er als Leiter der deutschen Gruppe Wirtschaft in dem von den britischen und amerikanischen Besatzungsmächten betriebenen Ministerial Collecting Center in Hessisch Lichtenau eingesetzt, wo Akten und Personalunterlagen vor allem der ehemaligen Reichsbehörden gesammelt wurden. 

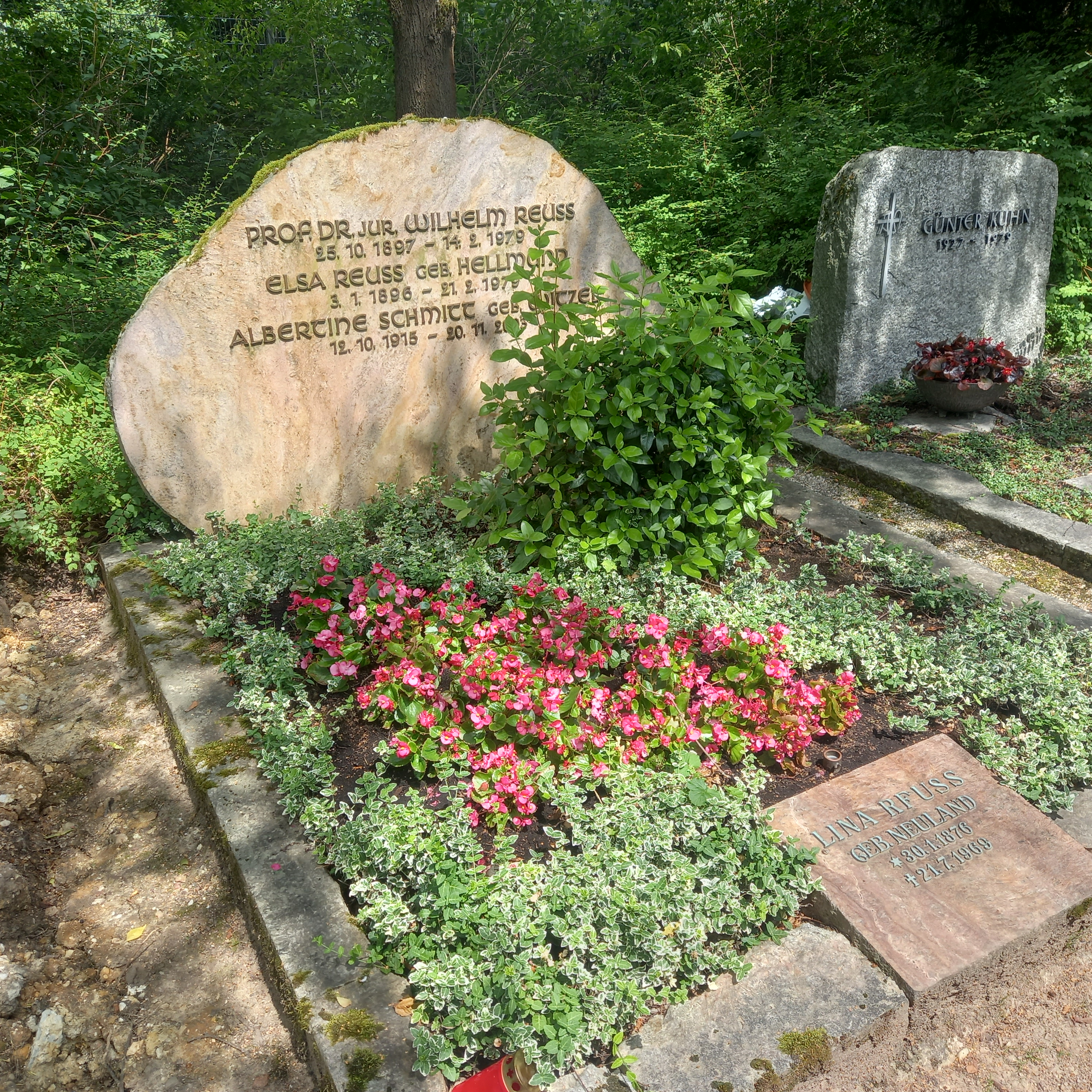
Das Grab von Wilhelm Reuss und seiner Ehefrau Elsa geborene Hellmund im Familiengrab auf dem Friedhof Sonnenberg in Wiesbaden

Im Januar 1946 wurde er Abteilungsleiter im Hessischen Ministerium für Wirtschaft und Verkehr, im Oktober desselben Jahres Direktor des Zentralamtes für Wirtschaft und Verkehr der Französischen Besatzungszone. Ab Januar 1947 war er als Ministerialdirektor und stellvertretender Minister im Ministerium für Wirtschaft und Verkehr tätig. Im Jahr 1957 wurde er zum Staatssekretär in gleicher Funktion befördert. Im Alter von 65 Jahren schied er aus dem Ministerium aus. Später wurde er zum Ehrenmitglied des Deutschen Arbeitsgerichtsverbands gewählt.

## Veröffentlichungen (Auszug)
- Nichtige Kündigungen im Arbeitsrecht unter Ausschluss der sittenwidrigen Kündigungen. Berlin 1936, DNB 369399315, OCLC 781838304 (109 S., Dissertation).
- Merkblatt über Maßnahmen der Betriebe bei Fliegerschäden. 6. Auflage. Reichsgruppe Industrie, Berlin November 1942, DNB 361217765, OCLC 249125074 (47 S., zusammen mit Fritz Heinz Koch).